# Erich Bachmann (Kunsthistoriker)
Erich Karl Bachmann (* 7. August 1910 in Karlsbad, Böhmen, Österreich-Ungarn; † 7. Dezember 1991 in Thambach, Oberbayern) war ein deutscher Kunsthistoriker.

## Leben und Wirken
Er war der Sohn des Schlossers Anton Josef Bachmann und dessen Ehefrau Juliana geb. Schödl. Von 1934 bis 1938 studierte er Kunstgeschichte (bei Karl M. Swoboda), Archäologie und Musikgeschichte an der Deutschen Universität Prag. Er promovierte 1938 und habilitierte 1941.
Danach war Erich Bachmann Mitglied des Persönlichen Stabs des Reichsführers SS und des SS-Ahnenerbes. Er veröffentlichte 1941 das Buch „Sudetenländische Kunsträume im 13. Jahrhundert. Ein Beitrag zur kunstgeschichtlichen Volksforschung im deutschen Südosten“. Bachmanns Werk erläutert, wie die deutschen Kunstlandschaften mit den deutschen Kolonisten nach Osten vorrückten und sich Mähren, Ungarn und die Slowakei einverleibten, und ist nach Auffassung des US-amerikanischen Kunsthistorikers Thomas da Costa Kaufmann von 2004 ein beispielhafter Beitrag zur südostdeutschen Volksforschung.
1946 erfolgte die Ausweisung aus der Tschechoslowakei in die Amerikanische Besatzungszone. 1946–1952 war er wissenschaftliche Hilfskraft und anschließend bis 1971 „Beamter und Konservator“. Von 1971 bis 1975 war Bachmann Direktor der Museumsabteilung und Landeskonservator der Bayerischen Verwaltung der staatlichen Schlösser, Gärten und Seen.

### Kleinkirchenforschung
Ein frühes kunsthistorisches Verdienst von Erich Bachmann ist eine kunstlandschaftliche Untersuchung als „erste Übersicht“. Sie galt der Verbreitung und Erscheinung von romanischen Dorfkirchen (die er neutraler auch Kleinkirchen nannte) in Deutschland und darüber hinaus nach Osten in die damals sogenannten Ostmark (Österreich) und die ostelbischen Gebiete, Schlesien, Sudeten- und Karparthenraum. Er teilte seine vorwiegend aus Kunstdenkmälerinventaren gewonnenen Erkenntnisse in einem 1941 veröffentlichten Aufsatz in der renommierten Zeitschrift des Deutschen Vereins für Kunstwissenschaft in vier Bautypen, die er Vollständige Anlage, Chorquadratkirche, Apissaal und Rotunde nannte. 1955 modifizierte er diese Systematisierung im Artikel „Dorfkirche“ des Reallexikons zur Deutschen Kunstgeschichte und ersetzte den vierten Typ der Rotunden-Zentralbauten durch den einfachen Typ des Rechtecksaals bzw. der Saalkirche.

## Lehre, Mitgliedschaften, Ehrungen
1952–1958 war Bachmann Privatdozent, seit 1958 außerplanmäßiger Professor für Kunstgeschichte an der Universität München.
1956 war er Gründungsmitglied des Collegium Carolinum in München und Mitglied des Johann-Gottfried-Herder-Forschungsrates in Marburg/Lahn. 1973–1979 war er Vorsitzender des Adalbert Stifter Vereins in München.
1964 erhielt Erich Bachmann (in einer Autorengemeinschaft u. a. mit Erich Hubala) den vom Bundesinnenministerium gestifteten Georg-Dehio-Preis für Kultur- und Geistesgeschichte.

## Schriften (Auswahl)
- Eine spätstaufische Baugruppe im mittelböhmischen Raum. Brünn 1940, OCLC 741482510.
- Sudetenländische Kunsträume im 13. Jahrhundert. Ein Beitrag zur kunstgeschichtlichen Volksforschung im deutschen Südosten. Brünn 1941, OCLC 5504377.
- Kunstlandschaften im romanischen Kleinkirchenbau Deutschlands. In: Zeitschrift des Deutschen Vereins für Kunstwissenschaft. Band 8, 1941, S. 159–172.
- Heinrich Hönich. Prag 1943, OCLC 1074072064.
- Kaiserburg Nürnberg. Amtlicher Führer. München 1953.
- Dorfkirche. In: Reallexikon zur Deutschen Kunstgeschichte. Band 4, Stuttgart 1955, Sp. 245–274. (Abschrift auf rdklabor.de, abgerufen am 22. Juni 2022)
- Residenz Ellingen. Amtlicher Führer. München 1963.
- Residenz Würzburg und Hofgarten. München 1975.
- mit Burkhard von Roda: Neue Residenz Bamberg. Amtlicher Führer. München 2016, ISBN 978-3-941637-40-5.